# Luke Shaw
Luke Paul Hoare Shaw (ur. 12 lipca 1995 w Kingston upon Thames) – angielski piłkarz grający na pozycji obrońcy w Manchesterze United oraz w reprezentacji Anglii. Wicemistrz Europy z 2021 i 2024 roku. Uczestnik Mistrzostw Świata 2014 i 2022.

## Kariera klubowa

### Southampton
Shaw jest wychowankiem akademii Southampton. Od najmłodszych lat Anglik jest fanem londyńskiej Chelsea. Jego zakupem interesowały się drużyny z Premier League – Arsenal, Chelsea i Manchester City, jednak ówczesny trener Nigel Adkins zadeklarował, że Shaw nie jest na sprzedaż. W pierwszym zespole zadebiutował 28 stycznia 2012 roku w meczu FA Cup z Millwall. Latem 2012 roku na stałe został przeniesiony do pierwszej kadry. Pierwszy mecz od pierwszych minut zagrał 28 sierpnia 2012 roku w wygranym meczu ze Stevenage (4-1) w Pucharze Ligi.
5 listopada 2012 roku zadebiutował w Premier League z West Bromwich Albion. Swój pierwszy seniorski sezon zakończył z 28 występami dla Southampton, wliczając 25 występy w Premier League. 12 lipca 2013 roku, w dniu swoich 18. urodzin podpisał nowy 5-letni kontrakt z drużyną Świętych.

### Manchester United
27 czerwca 2014 przeszedł do Manchesteru United za 27 milionów funtów. Oficjalnie w barwach Czerwonych Diabłów zadebiutował 27 września 2014 roku w wygranym 2:1 meczu przeciwko West Ham United, rozgrywając całe 90 minut spotkania. Pierwszy sezon w barwach Man Utd nie należał do zbytnio udanych, bowiem Anglik przeplatał dobre mecze kontuzjami.
Kampanię 2015/16 rozpoczął idealnie, występując w każdym z pięciu pierwszych meczów ligowych i notując najlepsze noty. Niestety idyllę przerwał koszmar. 15 września 2015 roku Shaw doznał otwartego złamania nogi w meczu Manchesteru United z PSV Eindhoven po nieudanym wślizgu Héctora Moreno. Do gry powrócił dopiero w następnym sezonie.
Swoją pierwszą bramkę w karierze strzelił 10 sierpnia 2018 roku w wygranym 2:1 meczu przeciwko Leicester City.

## Kariera reprezentacyjna
Shaw reprezentował młodzieżowe drużyny reprezentacji Anglii do lat 16 i 17. W kadrze U-21 zadebiutował 5 września 2013 roku, w eliminacjach mistrzostw Europy do lat 21, przeciwko drużynie Mołdawii.
5 marca 2014 roku zadebiutował w seniorskiej kadrze reprezentacji Anglii, w meczu towarzyskim z reprezentacją Danii, zmieniając w przerwie Ashleya Cole'a.

## Statystyki kariery
(aktualne na 17 sierpnia 2025)
| Klub               | Sezon              | Liga               | Liga  | Liga   | Puchar Anglii | Puchar Anglii | Puchar ligi | Puchar ligi | Europa | Europa | Inne  | Inne   | Suma  | Suma   |
| Klub               | Sezon              | Liga               | Mecze | Bramki | Mecze         | Bramki        | Mecze       | Bramki      | Mecze  | Bramki | Mecze | Bramki | Mecze | Bramki |
| ------------------ | ------------------ | ------------------ | ----- | ------ | ------------- | ------------- | ----------- | ----------- | ------ | ------ | ----- | ------ | ----- | ------ |
| Southampton        | 2011/12            | Championship       | 0     | 0      | 1             | 0             | 0           | 0           | –      | –      | –     | –      | 1     | 0      |
| Southampton        | 2012/13            | Premier League     | 25    | 0      | 1             | 0             | 2           | 0           | –      | –      | –     | –      | 28    | 0      |
| Southampton        | 2013/14            | Premier League     | 35    | 0      | 3             | 0             | 0           | 0           | –      | –      | –     | –      | 38    | 0      |
| Manchester United  | 2014/15            | Premier League     | 16    | 0      | 4             | 0             | 0           | 0           | –      | –      | –     | –      | 20    | 0      |
| Manchester United  | 2015/16            | Premier League     | 5     | 0      | 0             | 0             | 0           | 0           | 3      | 0      | –     | –      | 8     | 0      |
| Manchester United  | 2016/17            | Premier League     | 11    | 0      | 1             | 0             | 2           | 0           | 4      | 0      | 1     | 0      | 19    | 0      |
| Manchester United  | 2017/18            | Premier League     | 11    | 0      | 4             | 0             | 3           | 0           | 1      | 0      | 0     | 0      | 19    | 0      |
| Manchester United  | 2018/19            | Premier League     | 29    | 1      | 3             | 0             | 0           | 0           | 8      | 0      | –     | –      | 40    | 1      |
| Manchester United  | 2019/20            | Premier League     | 24    | 0      | 3             | 1             | 2           | 0           | 4      | 0      | –     | –      | 33    | 1      |
| Manchester United  | 2020/21            | Premier League     | 32    | 1      | 3             | 0             | 2           | 0           | 10     | 0      | –     | –      | 47    | 1      |
| Manchester United  | 2021/22            | Premier League     | 20    | 0      | 2             | 0             | 0           | 0           | 5      | 0      | –     | –      | 27    | 0      |
| Manchester United  | 2022/23            | Premier League     | 31    | 1      | 4             | 0             | 3           | 0           | 9      | 0      | –     | –      | 47    | 1      |
| Manchester United  | 2023/24            | Premier League     | 12    | 0      | 1             | 0             | 0           | 0           | 2      | 0      | –     | –      | 15    | 0      |
| Manchester United  | 2024/25            | Premier League     | 7     | 0      | 0             | 0             | 0           | 0           | 5      | 0      | 0     | 0      | 12    | 0      |
| Manchester United  | 2025/26            | Premier League     | 1     | 0      | 0             | 0             | 0           | 0           | –      | –      | –     | –      | 1     | 0      |
| Ogólnie w karierze | Ogólnie w karierze | Ogólnie w karierze | 259   | 3      | 30            | 1             | 14          | 0           | 51     | 0      | 1     | 0      | 355   | 4      |

## Sukcesy
Manchester United
- Liga Europy (1): 2016/2017
- Puchar Anglii (1): 2023/2024
- Puchar Ligi (2): 2016/2017, 2022/2023
- Tarcza Wspólnoty (1): 2016